# Tapinodoxa autonephes
Tapinodoxa autonephes är en fjärilsart som beskrevs av Edward Meyrick 1931. Tapinodoxa autonephes ingår i släktet Tapinodoxa och familjen vecklare. Inga underarter finns listade i Catalogue of Life.